# Smithville (Mississippi)
Pour les articles homonymes, voir Smithville.
Smithville est une localité du Mississippi aux États-Unis.
La population était de 942 habitants lors du recensement de 2010.
La ville a été frappée par une tornade de niveau EF-5 lors des éruption de tornades du 25 au 28 avril 2011 aux États-Unis.

## Source
- (en) Cet article est partiellement ou en totalité issu de l’article de Wikipédia en anglais intitulé « Smithville, Mississippi » (voir la liste des auteurs).